# Willi Knappe
Willi Knappe (* 1928/1929) ist ein deutscher Sportwissenschaftler und Hochschullehrer.

## Leben
Knappe war in den 1950er Jahren an der Erstellung von Trainingsplänen für die Leichtathletik beteiligt, die von der Sektion Leichtathletik der Deutschen Demokratischen Republik veröffentlicht wurden. Er war Leichtathletiktrainer beim SV Einheit Eisenach.
Er wechselte Ende der 1950er Jahre von Eisenach ans Sportinstitut der Ernst-Moritz-Arndt-Universität Greifswald und war dort als Hochschullehrer tätig. 1965 schloss er in Greifswald seine Doktorarbeit (Thema: „Untersuchungen über den Lauf sechs- bis zehnjähriger Schüler unter dem Aspekt der Leistungssteigerung“) und 1969 seine Habilitation (Thema: „Zum System der Planung des modernen Sportunterrichts in der Unterstufe“) ab. In der Folge hatte er dort eine Professur im Wissenschaftsbereich Methodik inne und forschte insbesondere zum Thema Schulsport. In der ersten Hälfte der 1960er Jahre leitete er ein Autorenkollektiv, das Lehrbücher für das Turnen im Schulunterricht herausgab. In den 1970er und 1980er Jahren leitete er eine Forschungsgruppe, die Lehrpläne und Unterrichtshilfen für den Unterstufensportunterricht in der Deutschen Demokratischen Republik erstellte. 1987 brachte Knappe als Leiter eines Autorenkollektivs das Buch „Sport im Hort“ heraus.